# Rob Kurvers
Robert G.A. Kurvers (Rob) Kurvers (Den Haag, 1941) is een Nederlands rooms-katholiek priester van het Bisdom Rotterdam.

## Biografie

### Jeugd en studie
Kurvers werd geboren aan de François Valentijnstraat in de Haagse wijk Bezuidenhout. Zijn priesteropleiding volgde hij aan het kleinseminarie Hageveld in Heemstede en het groot seminarie in Warmond. Tevens studeerde hij Pastoraal Theologie aan de Universiteit van Nijmegen en Liturgie en Kerkelijk recht in Rome. Hij werd op 20 mei 1967 door bisschop Jansen in de HH. Laurentius- en Elisabethkathedraal in Rotterdam tot priester gewijd.

### Loopbaan
Kurvers werd in 1967 benoemd tot kapelaan van de Sint-Adrianuskerk in Naaldwijk. Hij was tevens jongerenpastor voor het dekenaat Westland en was godsdienstleraar aan de lagere en middelbare tuinbouwschool. In 1971 werd hij directeur van het Servicecentrum voor Levensvorming te Den Haag en hoofdaalmoezenier jeugd en jongerenwerk in de bisdommen Haarlem en Rotterdam waar hij vele jongerenpastors opleidde. Medio jaren tachtig was hij pastoor binnen de parochies Sint Josef en H. Willibrordus en De Goede Herder in Wassenaar. Hij was in diezelfde periode leraar aan het Adelbertcollege en gaf colleges op de Katholieke Leergangen in Amsterdam op het gebied van theologie en kunst. In 1992 gaf hij levensbeschouwing en filosofie aan het Sint Janscollege in Den Haag. In 1994 promoveerde hij op het proefschrift "Ad Faciendum Peregrinum. A study of the liturgical elements in the Latin Peregrinus Plays". Hij werd medio jaren negentig pastoor in Mariahoeve en Marlot en Bezuidenhout. Hij diende onder andere in de Sint-Paschalis Baylonkerk, de Onze-Lieve-Vrouw-van-Goede-Raadkerk, de Onbevlekt Hart van Mariakerk en de Christus Koningkerk. Hij ging in juni 2014 met emeritaat.

## Publicaties
- (2015) Op de pelgrimsweg van het geloof ISBN 9789089721129
- (2016) In het voetspoor van de Messias ISBN 9789089721426
- (2017) Een paspoort voor het Rijk Gods ISBN 9789089722140